# Johann Berger
Johann Nepomuk Berger (Graz, 11 aprile 1845 – Graz, 17 ottobre 1933) è stato uno scacchista, compositore di scacchi e editore austriaco.

## Biografia
Cominciò la carriera scacchistica come problemista. Nel 1863 vinse il primo premio in un concorso di composizione abbinato al torneo di Düsseldorf. Dopo aver incontrato Max Lange si dedicò soprattutto alla composizione di studi. Compose circa 250 studi, molti dei quali hanno dato contributi notevoli alla teoria dei finali.
Berger fu anche un forte giocatore a tavolino. Nel 1870, dopo un tirocinio con un forte dilettante, il maggiore Hampmiller von Longholzen, partecipò al primo torneo dell' Impero austro-ungarico, che vinse. In seguito prese parte con discreti risultati a molti tornei:
- 1880:  5º-6º a Graz (vinse Max Weiss);
- 1883:  4º a Norimberga (vinse Simon Winawer);
- 1887:  5º-6º a Francoforte sul Meno (vinse George Mackenzie);
- 1898:  8º a Colonia (vinse Amos Burn);
- 1900:  7º a Monaco di Baviera (vinsero Maroczy, Schlechter e Pillsbury);
- 1905:  6º a Barmen (vinsero Janowski e Pillsbury);
- 1907:  7º a Vienna (vinse Mieses), 16º a Carlsbad (vinse Akiba Rubinstein).

Berger si dedicò anche al gioco per corrispondenza. Nel 1889-92 vinse il torneo indetto dal giornale Monde Illustré, con il risultato di 45 vittorie e 3 patte.
Fu editore per molti anni della rivista tedesca Deutsche Schachzeitung. Pubblicò molti articoli teorici sui finali e diversi libri di successo:
- Das Schachproblem und dessen kunstgerechte Darstellung,  Veit & Comp., Lipsia 1884
- Theorie und Praxis der Endspiele , Veit & Comp., Lipsia 1890; altre edizioni nel 1922 e 1933
- Katechismus des Schachspiels, ed. Max Hesse, Lipsia 1891
- Probleme, Studien und Partien 1862 bis 1912, Veit und Comp., Lipsia 1914

Assieme a William Sonneborn sviluppò il sistema di spareggio conosciuto con il nome di Punteggio Sonneborn-Berger, tuttora usato in alternativa al sistema Buchholz per classificare i giocatori a pari punteggio. Ideò anche l'algoritmo di Berger, usato per organizzare i turni nelle competizioni con il sistema del girone all'italiana.
Di professione fu prima funzionario di banca, poi dal 1877 insegnò scienze commerciali all'Accademia Tecnico-Commerciale di Graz, della quale fu anche direttore. Verso la fine della carriera fu nominato Consigliere di Stato dal governo austriaco.
Alcune sue partite notevoli:
- Berger – Josef Plachutta, Graz 1866:  Partita Spagnola
- Max Weiss – Berger, Norimberga 1983:  Partita Spagnola
- Amos Burn – Berger, Francoforte 1887:  Partita del centro
- Louis Paulsen – Berger, Breslavia 1889:  Viennese
- Rudolf Charousek – Berger, Colonia 1898:  Controgambetto Falkbeer
- Carl Schlechter – Berger, Barmen 1905:  Difesa Ortodossa
- Geza Maroczy – Berger, Vienna 1907:  Spagnola aperta

Due sue composizioni:
|   | a | b | c | d | e | f | g | h |   |
| 8 | a8 donna del bianco · f4 pedone del nero · g4 pedone del nero · h4 re del nero · h3 pedone del nero · a1 re del bianco | a8 donna del bianco · f4 pedone del nero · g4 pedone del nero · h4 re del nero · h3 pedone del nero · a1 re del bianco | a8 donna del bianco · f4 pedone del nero · g4 pedone del nero · h4 re del nero · h3 pedone del nero · a1 re del bianco | a8 donna del bianco · f4 pedone del nero · g4 pedone del nero · h4 re del nero · h3 pedone del nero · a1 re del bianco | a8 donna del bianco · f4 pedone del nero · g4 pedone del nero · h4 re del nero · h3 pedone del nero · a1 re del bianco | a8 donna del bianco · f4 pedone del nero · g4 pedone del nero · h4 re del nero · h3 pedone del nero · a1 re del bianco | a8 donna del bianco · f4 pedone del nero · g4 pedone del nero · h4 re del nero · h3 pedone del nero · a1 re del bianco | a8 donna del bianco · f4 pedone del nero · g4 pedone del nero · h4 re del nero · h3 pedone del nero · a1 re del bianco | 8 |
| 7 | a8 donna del bianco · f4 pedone del nero · g4 pedone del nero · h4 re del nero · h3 pedone del nero · a1 re del bianco | a8 donna del bianco · f4 pedone del nero · g4 pedone del nero · h4 re del nero · h3 pedone del nero · a1 re del bianco | a8 donna del bianco · f4 pedone del nero · g4 pedone del nero · h4 re del nero · h3 pedone del nero · a1 re del bianco | a8 donna del bianco · f4 pedone del nero · g4 pedone del nero · h4 re del nero · h3 pedone del nero · a1 re del bianco | a8 donna del bianco · f4 pedone del nero · g4 pedone del nero · h4 re del nero · h3 pedone del nero · a1 re del bianco | a8 donna del bianco · f4 pedone del nero · g4 pedone del nero · h4 re del nero · h3 pedone del nero · a1 re del bianco | a8 donna del bianco · f4 pedone del nero · g4 pedone del nero · h4 re del nero · h3 pedone del nero · a1 re del bianco | a8 donna del bianco · f4 pedone del nero · g4 pedone del nero · h4 re del nero · h3 pedone del nero · a1 re del bianco | 7 |
| 6 | a8 donna del bianco · f4 pedone del nero · g4 pedone del nero · h4 re del nero · h3 pedone del nero · a1 re del bianco | a8 donna del bianco · f4 pedone del nero · g4 pedone del nero · h4 re del nero · h3 pedone del nero · a1 re del bianco | a8 donna del bianco · f4 pedone del nero · g4 pedone del nero · h4 re del nero · h3 pedone del nero · a1 re del bianco | a8 donna del bianco · f4 pedone del nero · g4 pedone del nero · h4 re del nero · h3 pedone del nero · a1 re del bianco | a8 donna del bianco · f4 pedone del nero · g4 pedone del nero · h4 re del nero · h3 pedone del nero · a1 re del bianco | a8 donna del bianco · f4 pedone del nero · g4 pedone del nero · h4 re del nero · h3 pedone del nero · a1 re del bianco | a8 donna del bianco · f4 pedone del nero · g4 pedone del nero · h4 re del nero · h3 pedone del nero · a1 re del bianco | a8 donna del bianco · f4 pedone del nero · g4 pedone del nero · h4 re del nero · h3 pedone del nero · a1 re del bianco | 6 |
| 5 | a8 donna del bianco · f4 pedone del nero · g4 pedone del nero · h4 re del nero · h3 pedone del nero · a1 re del bianco | a8 donna del bianco · f4 pedone del nero · g4 pedone del nero · h4 re del nero · h3 pedone del nero · a1 re del bianco | a8 donna del bianco · f4 pedone del nero · g4 pedone del nero · h4 re del nero · h3 pedone del nero · a1 re del bianco | a8 donna del bianco · f4 pedone del nero · g4 pedone del nero · h4 re del nero · h3 pedone del nero · a1 re del bianco | a8 donna del bianco · f4 pedone del nero · g4 pedone del nero · h4 re del nero · h3 pedone del nero · a1 re del bianco | a8 donna del bianco · f4 pedone del nero · g4 pedone del nero · h4 re del nero · h3 pedone del nero · a1 re del bianco | a8 donna del bianco · f4 pedone del nero · g4 pedone del nero · h4 re del nero · h3 pedone del nero · a1 re del bianco | a8 donna del bianco · f4 pedone del nero · g4 pedone del nero · h4 re del nero · h3 pedone del nero · a1 re del bianco | 5 |
| 4 | a8 donna del bianco · f4 pedone del nero · g4 pedone del nero · h4 re del nero · h3 pedone del nero · a1 re del bianco | a8 donna del bianco · f4 pedone del nero · g4 pedone del nero · h4 re del nero · h3 pedone del nero · a1 re del bianco | a8 donna del bianco · f4 pedone del nero · g4 pedone del nero · h4 re del nero · h3 pedone del nero · a1 re del bianco | a8 donna del bianco · f4 pedone del nero · g4 pedone del nero · h4 re del nero · h3 pedone del nero · a1 re del bianco | a8 donna del bianco · f4 pedone del nero · g4 pedone del nero · h4 re del nero · h3 pedone del nero · a1 re del bianco | a8 donna del bianco · f4 pedone del nero · g4 pedone del nero · h4 re del nero · h3 pedone del nero · a1 re del bianco | a8 donna del bianco · f4 pedone del nero · g4 pedone del nero · h4 re del nero · h3 pedone del nero · a1 re del bianco | a8 donna del bianco · f4 pedone del nero · g4 pedone del nero · h4 re del nero · h3 pedone del nero · a1 re del bianco | 4 |
| 3 | a8 donna del bianco · f4 pedone del nero · g4 pedone del nero · h4 re del nero · h3 pedone del nero · a1 re del bianco | a8 donna del bianco · f4 pedone del nero · g4 pedone del nero · h4 re del nero · h3 pedone del nero · a1 re del bianco | a8 donna del bianco · f4 pedone del nero · g4 pedone del nero · h4 re del nero · h3 pedone del nero · a1 re del bianco | a8 donna del bianco · f4 pedone del nero · g4 pedone del nero · h4 re del nero · h3 pedone del nero · a1 re del bianco | a8 donna del bianco · f4 pedone del nero · g4 pedone del nero · h4 re del nero · h3 pedone del nero · a1 re del bianco | a8 donna del bianco · f4 pedone del nero · g4 pedone del nero · h4 re del nero · h3 pedone del nero · a1 re del bianco | a8 donna del bianco · f4 pedone del nero · g4 pedone del nero · h4 re del nero · h3 pedone del nero · a1 re del bianco | a8 donna del bianco · f4 pedone del nero · g4 pedone del nero · h4 re del nero · h3 pedone del nero · a1 re del bianco | 3 |
| 2 | a8 donna del bianco · f4 pedone del nero · g4 pedone del nero · h4 re del nero · h3 pedone del nero · a1 re del bianco | a8 donna del bianco · f4 pedone del nero · g4 pedone del nero · h4 re del nero · h3 pedone del nero · a1 re del bianco | a8 donna del bianco · f4 pedone del nero · g4 pedone del nero · h4 re del nero · h3 pedone del nero · a1 re del bianco | a8 donna del bianco · f4 pedone del nero · g4 pedone del nero · h4 re del nero · h3 pedone del nero · a1 re del bianco | a8 donna del bianco · f4 pedone del nero · g4 pedone del nero · h4 re del nero · h3 pedone del nero · a1 re del bianco | a8 donna del bianco · f4 pedone del nero · g4 pedone del nero · h4 re del nero · h3 pedone del nero · a1 re del bianco | a8 donna del bianco · f4 pedone del nero · g4 pedone del nero · h4 re del nero · h3 pedone del nero · a1 re del bianco | a8 donna del bianco · f4 pedone del nero · g4 pedone del nero · h4 re del nero · h3 pedone del nero · a1 re del bianco | 2 |
| 1 | a8 donna del bianco · f4 pedone del nero · g4 pedone del nero · h4 re del nero · h3 pedone del nero · a1 re del bianco | a8 donna del bianco · f4 pedone del nero · g4 pedone del nero · h4 re del nero · h3 pedone del nero · a1 re del bianco | a8 donna del bianco · f4 pedone del nero · g4 pedone del nero · h4 re del nero · h3 pedone del nero · a1 re del bianco | a8 donna del bianco · f4 pedone del nero · g4 pedone del nero · h4 re del nero · h3 pedone del nero · a1 re del bianco | a8 donna del bianco · f4 pedone del nero · g4 pedone del nero · h4 re del nero · h3 pedone del nero · a1 re del bianco | a8 donna del bianco · f4 pedone del nero · g4 pedone del nero · h4 re del nero · h3 pedone del nero · a1 re del bianco | a8 donna del bianco · f4 pedone del nero · g4 pedone del nero · h4 re del nero · h3 pedone del nero · a1 re del bianco | a8 donna del bianco · f4 pedone del nero · g4 pedone del nero · h4 re del nero · h3 pedone del nero · a1 re del bianco | 1 |
|   | a | b | c | d | e | f | g | h |   |

Soluzione:
1. Rb2!  g3

1... f3 2. Db8! Rg5 (2...f2 3. Df4) 3. Dg3 Rf5 4. Rc2;

1... Rg3 2. Dh1! Rf2 3. Rc2 g3 4. Dxh3 f3

(4...g2 5. Dh4+) 5. Rd2 g2 6. Dh4+ Rg1 7. Re3;
1... h2 2. Dg2 g3 3. Df3 Rh3 4. Rc2;

2. Df3 Rg5 3. Rc2 g2 4. Df2 Rg4

|   | a | b | c | d | e | f | g | h |   |
| 8 | e8 alfiere del nero · g8 cavallo del bianco · h8 cavallo del nero · a7 re del bianco · g7 cavallo del nero · d6 alfiere del bianco · g6 pedone del nero · a5 cavallo del bianco · b5 pedone del nero · d5 re del nero · e5 pedone del bianco · g5 pedone del bianco · b4 pedone del nero · h4 pedone del bianco · b3 pedone del bianco · e3 pedone del bianco · f3 pedone del nero · f2 pedone del bianco | e8 alfiere del nero · g8 cavallo del bianco · h8 cavallo del nero · a7 re del bianco · g7 cavallo del nero · d6 alfiere del bianco · g6 pedone del nero · a5 cavallo del bianco · b5 pedone del nero · d5 re del nero · e5 pedone del bianco · g5 pedone del bianco · b4 pedone del nero · h4 pedone del bianco · b3 pedone del bianco · e3 pedone del bianco · f3 pedone del nero · f2 pedone del bianco | e8 alfiere del nero · g8 cavallo del bianco · h8 cavallo del nero · a7 re del bianco · g7 cavallo del nero · d6 alfiere del bianco · g6 pedone del nero · a5 cavallo del bianco · b5 pedone del nero · d5 re del nero · e5 pedone del bianco · g5 pedone del bianco · b4 pedone del nero · h4 pedone del bianco · b3 pedone del bianco · e3 pedone del bianco · f3 pedone del nero · f2 pedone del bianco | e8 alfiere del nero · g8 cavallo del bianco · h8 cavallo del nero · a7 re del bianco · g7 cavallo del nero · d6 alfiere del bianco · g6 pedone del nero · a5 cavallo del bianco · b5 pedone del nero · d5 re del nero · e5 pedone del bianco · g5 pedone del bianco · b4 pedone del nero · h4 pedone del bianco · b3 pedone del bianco · e3 pedone del bianco · f3 pedone del nero · f2 pedone del bianco | e8 alfiere del nero · g8 cavallo del bianco · h8 cavallo del nero · a7 re del bianco · g7 cavallo del nero · d6 alfiere del bianco · g6 pedone del nero · a5 cavallo del bianco · b5 pedone del nero · d5 re del nero · e5 pedone del bianco · g5 pedone del bianco · b4 pedone del nero · h4 pedone del bianco · b3 pedone del bianco · e3 pedone del bianco · f3 pedone del nero · f2 pedone del bianco | e8 alfiere del nero · g8 cavallo del bianco · h8 cavallo del nero · a7 re del bianco · g7 cavallo del nero · d6 alfiere del bianco · g6 pedone del nero · a5 cavallo del bianco · b5 pedone del nero · d5 re del nero · e5 pedone del bianco · g5 pedone del bianco · b4 pedone del nero · h4 pedone del bianco · b3 pedone del bianco · e3 pedone del bianco · f3 pedone del nero · f2 pedone del bianco | e8 alfiere del nero · g8 cavallo del bianco · h8 cavallo del nero · a7 re del bianco · g7 cavallo del nero · d6 alfiere del bianco · g6 pedone del nero · a5 cavallo del bianco · b5 pedone del nero · d5 re del nero · e5 pedone del bianco · g5 pedone del bianco · b4 pedone del nero · h4 pedone del bianco · b3 pedone del bianco · e3 pedone del bianco · f3 pedone del nero · f2 pedone del bianco | e8 alfiere del nero · g8 cavallo del bianco · h8 cavallo del nero · a7 re del bianco · g7 cavallo del nero · d6 alfiere del bianco · g6 pedone del nero · a5 cavallo del bianco · b5 pedone del nero · d5 re del nero · e5 pedone del bianco · g5 pedone del bianco · b4 pedone del nero · h4 pedone del bianco · b3 pedone del bianco · e3 pedone del bianco · f3 pedone del nero · f2 pedone del bianco | 8 |
| 7 | e8 alfiere del nero · g8 cavallo del bianco · h8 cavallo del nero · a7 re del bianco · g7 cavallo del nero · d6 alfiere del bianco · g6 pedone del nero · a5 cavallo del bianco · b5 pedone del nero · d5 re del nero · e5 pedone del bianco · g5 pedone del bianco · b4 pedone del nero · h4 pedone del bianco · b3 pedone del bianco · e3 pedone del bianco · f3 pedone del nero · f2 pedone del bianco | e8 alfiere del nero · g8 cavallo del bianco · h8 cavallo del nero · a7 re del bianco · g7 cavallo del nero · d6 alfiere del bianco · g6 pedone del nero · a5 cavallo del bianco · b5 pedone del nero · d5 re del nero · e5 pedone del bianco · g5 pedone del bianco · b4 pedone del nero · h4 pedone del bianco · b3 pedone del bianco · e3 pedone del bianco · f3 pedone del nero · f2 pedone del bianco | e8 alfiere del nero · g8 cavallo del bianco · h8 cavallo del nero · a7 re del bianco · g7 cavallo del nero · d6 alfiere del bianco · g6 pedone del nero · a5 cavallo del bianco · b5 pedone del nero · d5 re del nero · e5 pedone del bianco · g5 pedone del bianco · b4 pedone del nero · h4 pedone del bianco · b3 pedone del bianco · e3 pedone del bianco · f3 pedone del nero · f2 pedone del bianco | e8 alfiere del nero · g8 cavallo del bianco · h8 cavallo del nero · a7 re del bianco · g7 cavallo del nero · d6 alfiere del bianco · g6 pedone del nero · a5 cavallo del bianco · b5 pedone del nero · d5 re del nero · e5 pedone del bianco · g5 pedone del bianco · b4 pedone del nero · h4 pedone del bianco · b3 pedone del bianco · e3 pedone del bianco · f3 pedone del nero · f2 pedone del bianco | e8 alfiere del nero · g8 cavallo del bianco · h8 cavallo del nero · a7 re del bianco · g7 cavallo del nero · d6 alfiere del bianco · g6 pedone del nero · a5 cavallo del bianco · b5 pedone del nero · d5 re del nero · e5 pedone del bianco · g5 pedone del bianco · b4 pedone del nero · h4 pedone del bianco · b3 pedone del bianco · e3 pedone del bianco · f3 pedone del nero · f2 pedone del bianco | e8 alfiere del nero · g8 cavallo del bianco · h8 cavallo del nero · a7 re del bianco · g7 cavallo del nero · d6 alfiere del bianco · g6 pedone del nero · a5 cavallo del bianco · b5 pedone del nero · d5 re del nero · e5 pedone del bianco · g5 pedone del bianco · b4 pedone del nero · h4 pedone del bianco · b3 pedone del bianco · e3 pedone del bianco · f3 pedone del nero · f2 pedone del bianco | e8 alfiere del nero · g8 cavallo del bianco · h8 cavallo del nero · a7 re del bianco · g7 cavallo del nero · d6 alfiere del bianco · g6 pedone del nero · a5 cavallo del bianco · b5 pedone del nero · d5 re del nero · e5 pedone del bianco · g5 pedone del bianco · b4 pedone del nero · h4 pedone del bianco · b3 pedone del bianco · e3 pedone del bianco · f3 pedone del nero · f2 pedone del bianco | e8 alfiere del nero · g8 cavallo del bianco · h8 cavallo del nero · a7 re del bianco · g7 cavallo del nero · d6 alfiere del bianco · g6 pedone del nero · a5 cavallo del bianco · b5 pedone del nero · d5 re del nero · e5 pedone del bianco · g5 pedone del bianco · b4 pedone del nero · h4 pedone del bianco · b3 pedone del bianco · e3 pedone del bianco · f3 pedone del nero · f2 pedone del bianco | 7 |
| 6 | e8 alfiere del nero · g8 cavallo del bianco · h8 cavallo del nero · a7 re del bianco · g7 cavallo del nero · d6 alfiere del bianco · g6 pedone del nero · a5 cavallo del bianco · b5 pedone del nero · d5 re del nero · e5 pedone del bianco · g5 pedone del bianco · b4 pedone del nero · h4 pedone del bianco · b3 pedone del bianco · e3 pedone del bianco · f3 pedone del nero · f2 pedone del bianco | e8 alfiere del nero · g8 cavallo del bianco · h8 cavallo del nero · a7 re del bianco · g7 cavallo del nero · d6 alfiere del bianco · g6 pedone del nero · a5 cavallo del bianco · b5 pedone del nero · d5 re del nero · e5 pedone del bianco · g5 pedone del bianco · b4 pedone del nero · h4 pedone del bianco · b3 pedone del bianco · e3 pedone del bianco · f3 pedone del nero · f2 pedone del bianco | e8 alfiere del nero · g8 cavallo del bianco · h8 cavallo del nero · a7 re del bianco · g7 cavallo del nero · d6 alfiere del bianco · g6 pedone del nero · a5 cavallo del bianco · b5 pedone del nero · d5 re del nero · e5 pedone del bianco · g5 pedone del bianco · b4 pedone del nero · h4 pedone del bianco · b3 pedone del bianco · e3 pedone del bianco · f3 pedone del nero · f2 pedone del bianco | e8 alfiere del nero · g8 cavallo del bianco · h8 cavallo del nero · a7 re del bianco · g7 cavallo del nero · d6 alfiere del bianco · g6 pedone del nero · a5 cavallo del bianco · b5 pedone del nero · d5 re del nero · e5 pedone del bianco · g5 pedone del bianco · b4 pedone del nero · h4 pedone del bianco · b3 pedone del bianco · e3 pedone del bianco · f3 pedone del nero · f2 pedone del bianco | e8 alfiere del nero · g8 cavallo del bianco · h8 cavallo del nero · a7 re del bianco · g7 cavallo del nero · d6 alfiere del bianco · g6 pedone del nero · a5 cavallo del bianco · b5 pedone del nero · d5 re del nero · e5 pedone del bianco · g5 pedone del bianco · b4 pedone del nero · h4 pedone del bianco · b3 pedone del bianco · e3 pedone del bianco · f3 pedone del nero · f2 pedone del bianco | e8 alfiere del nero · g8 cavallo del bianco · h8 cavallo del nero · a7 re del bianco · g7 cavallo del nero · d6 alfiere del bianco · g6 pedone del nero · a5 cavallo del bianco · b5 pedone del nero · d5 re del nero · e5 pedone del bianco · g5 pedone del bianco · b4 pedone del nero · h4 pedone del bianco · b3 pedone del bianco · e3 pedone del bianco · f3 pedone del nero · f2 pedone del bianco | e8 alfiere del nero · g8 cavallo del bianco · h8 cavallo del nero · a7 re del bianco · g7 cavallo del nero · d6 alfiere del bianco · g6 pedone del nero · a5 cavallo del bianco · b5 pedone del nero · d5 re del nero · e5 pedone del bianco · g5 pedone del bianco · b4 pedone del nero · h4 pedone del bianco · b3 pedone del bianco · e3 pedone del bianco · f3 pedone del nero · f2 pedone del bianco | e8 alfiere del nero · g8 cavallo del bianco · h8 cavallo del nero · a7 re del bianco · g7 cavallo del nero · d6 alfiere del bianco · g6 pedone del nero · a5 cavallo del bianco · b5 pedone del nero · d5 re del nero · e5 pedone del bianco · g5 pedone del bianco · b4 pedone del nero · h4 pedone del bianco · b3 pedone del bianco · e3 pedone del bianco · f3 pedone del nero · f2 pedone del bianco | 6 |
| 5 | e8 alfiere del nero · g8 cavallo del bianco · h8 cavallo del nero · a7 re del bianco · g7 cavallo del nero · d6 alfiere del bianco · g6 pedone del nero · a5 cavallo del bianco · b5 pedone del nero · d5 re del nero · e5 pedone del bianco · g5 pedone del bianco · b4 pedone del nero · h4 pedone del bianco · b3 pedone del bianco · e3 pedone del bianco · f3 pedone del nero · f2 pedone del bianco | e8 alfiere del nero · g8 cavallo del bianco · h8 cavallo del nero · a7 re del bianco · g7 cavallo del nero · d6 alfiere del bianco · g6 pedone del nero · a5 cavallo del bianco · b5 pedone del nero · d5 re del nero · e5 pedone del bianco · g5 pedone del bianco · b4 pedone del nero · h4 pedone del bianco · b3 pedone del bianco · e3 pedone del bianco · f3 pedone del nero · f2 pedone del bianco | e8 alfiere del nero · g8 cavallo del bianco · h8 cavallo del nero · a7 re del bianco · g7 cavallo del nero · d6 alfiere del bianco · g6 pedone del nero · a5 cavallo del bianco · b5 pedone del nero · d5 re del nero · e5 pedone del bianco · g5 pedone del bianco · b4 pedone del nero · h4 pedone del bianco · b3 pedone del bianco · e3 pedone del bianco · f3 pedone del nero · f2 pedone del bianco | e8 alfiere del nero · g8 cavallo del bianco · h8 cavallo del nero · a7 re del bianco · g7 cavallo del nero · d6 alfiere del bianco · g6 pedone del nero · a5 cavallo del bianco · b5 pedone del nero · d5 re del nero · e5 pedone del bianco · g5 pedone del bianco · b4 pedone del nero · h4 pedone del bianco · b3 pedone del bianco · e3 pedone del bianco · f3 pedone del nero · f2 pedone del bianco | e8 alfiere del nero · g8 cavallo del bianco · h8 cavallo del nero · a7 re del bianco · g7 cavallo del nero · d6 alfiere del bianco · g6 pedone del nero · a5 cavallo del bianco · b5 pedone del nero · d5 re del nero · e5 pedone del bianco · g5 pedone del bianco · b4 pedone del nero · h4 pedone del bianco · b3 pedone del bianco · e3 pedone del bianco · f3 pedone del nero · f2 pedone del bianco | e8 alfiere del nero · g8 cavallo del bianco · h8 cavallo del nero · a7 re del bianco · g7 cavallo del nero · d6 alfiere del bianco · g6 pedone del nero · a5 cavallo del bianco · b5 pedone del nero · d5 re del nero · e5 pedone del bianco · g5 pedone del bianco · b4 pedone del nero · h4 pedone del bianco · b3 pedone del bianco · e3 pedone del bianco · f3 pedone del nero · f2 pedone del bianco | e8 alfiere del nero · g8 cavallo del bianco · h8 cavallo del nero · a7 re del bianco · g7 cavallo del nero · d6 alfiere del bianco · g6 pedone del nero · a5 cavallo del bianco · b5 pedone del nero · d5 re del nero · e5 pedone del bianco · g5 pedone del bianco · b4 pedone del nero · h4 pedone del bianco · b3 pedone del bianco · e3 pedone del bianco · f3 pedone del nero · f2 pedone del bianco | e8 alfiere del nero · g8 cavallo del bianco · h8 cavallo del nero · a7 re del bianco · g7 cavallo del nero · d6 alfiere del bianco · g6 pedone del nero · a5 cavallo del bianco · b5 pedone del nero · d5 re del nero · e5 pedone del bianco · g5 pedone del bianco · b4 pedone del nero · h4 pedone del bianco · b3 pedone del bianco · e3 pedone del bianco · f3 pedone del nero · f2 pedone del bianco | 5 |
| 4 | e8 alfiere del nero · g8 cavallo del bianco · h8 cavallo del nero · a7 re del bianco · g7 cavallo del nero · d6 alfiere del bianco · g6 pedone del nero · a5 cavallo del bianco · b5 pedone del nero · d5 re del nero · e5 pedone del bianco · g5 pedone del bianco · b4 pedone del nero · h4 pedone del bianco · b3 pedone del bianco · e3 pedone del bianco · f3 pedone del nero · f2 pedone del bianco | e8 alfiere del nero · g8 cavallo del bianco · h8 cavallo del nero · a7 re del bianco · g7 cavallo del nero · d6 alfiere del bianco · g6 pedone del nero · a5 cavallo del bianco · b5 pedone del nero · d5 re del nero · e5 pedone del bianco · g5 pedone del bianco · b4 pedone del nero · h4 pedone del bianco · b3 pedone del bianco · e3 pedone del bianco · f3 pedone del nero · f2 pedone del bianco | e8 alfiere del nero · g8 cavallo del bianco · h8 cavallo del nero · a7 re del bianco · g7 cavallo del nero · d6 alfiere del bianco · g6 pedone del nero · a5 cavallo del bianco · b5 pedone del nero · d5 re del nero · e5 pedone del bianco · g5 pedone del bianco · b4 pedone del nero · h4 pedone del bianco · b3 pedone del bianco · e3 pedone del bianco · f3 pedone del nero · f2 pedone del bianco | e8 alfiere del nero · g8 cavallo del bianco · h8 cavallo del nero · a7 re del bianco · g7 cavallo del nero · d6 alfiere del bianco · g6 pedone del nero · a5 cavallo del bianco · b5 pedone del nero · d5 re del nero · e5 pedone del bianco · g5 pedone del bianco · b4 pedone del nero · h4 pedone del bianco · b3 pedone del bianco · e3 pedone del bianco · f3 pedone del nero · f2 pedone del bianco | e8 alfiere del nero · g8 cavallo del bianco · h8 cavallo del nero · a7 re del bianco · g7 cavallo del nero · d6 alfiere del bianco · g6 pedone del nero · a5 cavallo del bianco · b5 pedone del nero · d5 re del nero · e5 pedone del bianco · g5 pedone del bianco · b4 pedone del nero · h4 pedone del bianco · b3 pedone del bianco · e3 pedone del bianco · f3 pedone del nero · f2 pedone del bianco | e8 alfiere del nero · g8 cavallo del bianco · h8 cavallo del nero · a7 re del bianco · g7 cavallo del nero · d6 alfiere del bianco · g6 pedone del nero · a5 cavallo del bianco · b5 pedone del nero · d5 re del nero · e5 pedone del bianco · g5 pedone del bianco · b4 pedone del nero · h4 pedone del bianco · b3 pedone del bianco · e3 pedone del bianco · f3 pedone del nero · f2 pedone del bianco | e8 alfiere del nero · g8 cavallo del bianco · h8 cavallo del nero · a7 re del bianco · g7 cavallo del nero · d6 alfiere del bianco · g6 pedone del nero · a5 cavallo del bianco · b5 pedone del nero · d5 re del nero · e5 pedone del bianco · g5 pedone del bianco · b4 pedone del nero · h4 pedone del bianco · b3 pedone del bianco · e3 pedone del bianco · f3 pedone del nero · f2 pedone del bianco | e8 alfiere del nero · g8 cavallo del bianco · h8 cavallo del nero · a7 re del bianco · g7 cavallo del nero · d6 alfiere del bianco · g6 pedone del nero · a5 cavallo del bianco · b5 pedone del nero · d5 re del nero · e5 pedone del bianco · g5 pedone del bianco · b4 pedone del nero · h4 pedone del bianco · b3 pedone del bianco · e3 pedone del bianco · f3 pedone del nero · f2 pedone del bianco | 4 |
| 3 | e8 alfiere del nero · g8 cavallo del bianco · h8 cavallo del nero · a7 re del bianco · g7 cavallo del nero · d6 alfiere del bianco · g6 pedone del nero · a5 cavallo del bianco · b5 pedone del nero · d5 re del nero · e5 pedone del bianco · g5 pedone del bianco · b4 pedone del nero · h4 pedone del bianco · b3 pedone del bianco · e3 pedone del bianco · f3 pedone del nero · f2 pedone del bianco | e8 alfiere del nero · g8 cavallo del bianco · h8 cavallo del nero · a7 re del bianco · g7 cavallo del nero · d6 alfiere del bianco · g6 pedone del nero · a5 cavallo del bianco · b5 pedone del nero · d5 re del nero · e5 pedone del bianco · g5 pedone del bianco · b4 pedone del nero · h4 pedone del bianco · b3 pedone del bianco · e3 pedone del bianco · f3 pedone del nero · f2 pedone del bianco | e8 alfiere del nero · g8 cavallo del bianco · h8 cavallo del nero · a7 re del bianco · g7 cavallo del nero · d6 alfiere del bianco · g6 pedone del nero · a5 cavallo del bianco · b5 pedone del nero · d5 re del nero · e5 pedone del bianco · g5 pedone del bianco · b4 pedone del nero · h4 pedone del bianco · b3 pedone del bianco · e3 pedone del bianco · f3 pedone del nero · f2 pedone del bianco | e8 alfiere del nero · g8 cavallo del bianco · h8 cavallo del nero · a7 re del bianco · g7 cavallo del nero · d6 alfiere del bianco · g6 pedone del nero · a5 cavallo del bianco · b5 pedone del nero · d5 re del nero · e5 pedone del bianco · g5 pedone del bianco · b4 pedone del nero · h4 pedone del bianco · b3 pedone del bianco · e3 pedone del bianco · f3 pedone del nero · f2 pedone del bianco | e8 alfiere del nero · g8 cavallo del bianco · h8 cavallo del nero · a7 re del bianco · g7 cavallo del nero · d6 alfiere del bianco · g6 pedone del nero · a5 cavallo del bianco · b5 pedone del nero · d5 re del nero · e5 pedone del bianco · g5 pedone del bianco · b4 pedone del nero · h4 pedone del bianco · b3 pedone del bianco · e3 pedone del bianco · f3 pedone del nero · f2 pedone del bianco | e8 alfiere del nero · g8 cavallo del bianco · h8 cavallo del nero · a7 re del bianco · g7 cavallo del nero · d6 alfiere del bianco · g6 pedone del nero · a5 cavallo del bianco · b5 pedone del nero · d5 re del nero · e5 pedone del bianco · g5 pedone del bianco · b4 pedone del nero · h4 pedone del bianco · b3 pedone del bianco · e3 pedone del bianco · f3 pedone del nero · f2 pedone del bianco | e8 alfiere del nero · g8 cavallo del bianco · h8 cavallo del nero · a7 re del bianco · g7 cavallo del nero · d6 alfiere del bianco · g6 pedone del nero · a5 cavallo del bianco · b5 pedone del nero · d5 re del nero · e5 pedone del bianco · g5 pedone del bianco · b4 pedone del nero · h4 pedone del bianco · b3 pedone del bianco · e3 pedone del bianco · f3 pedone del nero · f2 pedone del bianco | e8 alfiere del nero · g8 cavallo del bianco · h8 cavallo del nero · a7 re del bianco · g7 cavallo del nero · d6 alfiere del bianco · g6 pedone del nero · a5 cavallo del bianco · b5 pedone del nero · d5 re del nero · e5 pedone del bianco · g5 pedone del bianco · b4 pedone del nero · h4 pedone del bianco · b3 pedone del bianco · e3 pedone del bianco · f3 pedone del nero · f2 pedone del bianco | 3 |
| 2 | e8 alfiere del nero · g8 cavallo del bianco · h8 cavallo del nero · a7 re del bianco · g7 cavallo del nero · d6 alfiere del bianco · g6 pedone del nero · a5 cavallo del bianco · b5 pedone del nero · d5 re del nero · e5 pedone del bianco · g5 pedone del bianco · b4 pedone del nero · h4 pedone del bianco · b3 pedone del bianco · e3 pedone del bianco · f3 pedone del nero · f2 pedone del bianco | e8 alfiere del nero · g8 cavallo del bianco · h8 cavallo del nero · a7 re del bianco · g7 cavallo del nero · d6 alfiere del bianco · g6 pedone del nero · a5 cavallo del bianco · b5 pedone del nero · d5 re del nero · e5 pedone del bianco · g5 pedone del bianco · b4 pedone del nero · h4 pedone del bianco · b3 pedone del bianco · e3 pedone del bianco · f3 pedone del nero · f2 pedone del bianco | e8 alfiere del nero · g8 cavallo del bianco · h8 cavallo del nero · a7 re del bianco · g7 cavallo del nero · d6 alfiere del bianco · g6 pedone del nero · a5 cavallo del bianco · b5 pedone del nero · d5 re del nero · e5 pedone del bianco · g5 pedone del bianco · b4 pedone del nero · h4 pedone del bianco · b3 pedone del bianco · e3 pedone del bianco · f3 pedone del nero · f2 pedone del bianco | e8 alfiere del nero · g8 cavallo del bianco · h8 cavallo del nero · a7 re del bianco · g7 cavallo del nero · d6 alfiere del bianco · g6 pedone del nero · a5 cavallo del bianco · b5 pedone del nero · d5 re del nero · e5 pedone del bianco · g5 pedone del bianco · b4 pedone del nero · h4 pedone del bianco · b3 pedone del bianco · e3 pedone del bianco · f3 pedone del nero · f2 pedone del bianco | e8 alfiere del nero · g8 cavallo del bianco · h8 cavallo del nero · a7 re del bianco · g7 cavallo del nero · d6 alfiere del bianco · g6 pedone del nero · a5 cavallo del bianco · b5 pedone del nero · d5 re del nero · e5 pedone del bianco · g5 pedone del bianco · b4 pedone del nero · h4 pedone del bianco · b3 pedone del bianco · e3 pedone del bianco · f3 pedone del nero · f2 pedone del bianco | e8 alfiere del nero · g8 cavallo del bianco · h8 cavallo del nero · a7 re del bianco · g7 cavallo del nero · d6 alfiere del bianco · g6 pedone del nero · a5 cavallo del bianco · b5 pedone del nero · d5 re del nero · e5 pedone del bianco · g5 pedone del bianco · b4 pedone del nero · h4 pedone del bianco · b3 pedone del bianco · e3 pedone del bianco · f3 pedone del nero · f2 pedone del bianco | e8 alfiere del nero · g8 cavallo del bianco · h8 cavallo del nero · a7 re del bianco · g7 cavallo del nero · d6 alfiere del bianco · g6 pedone del nero · a5 cavallo del bianco · b5 pedone del nero · d5 re del nero · e5 pedone del bianco · g5 pedone del bianco · b4 pedone del nero · h4 pedone del bianco · b3 pedone del bianco · e3 pedone del bianco · f3 pedone del nero · f2 pedone del bianco | e8 alfiere del nero · g8 cavallo del bianco · h8 cavallo del nero · a7 re del bianco · g7 cavallo del nero · d6 alfiere del bianco · g6 pedone del nero · a5 cavallo del bianco · b5 pedone del nero · d5 re del nero · e5 pedone del bianco · g5 pedone del bianco · b4 pedone del nero · h4 pedone del bianco · b3 pedone del bianco · e3 pedone del bianco · f3 pedone del nero · f2 pedone del bianco | 2 |
| 1 | e8 alfiere del nero · g8 cavallo del bianco · h8 cavallo del nero · a7 re del bianco · g7 cavallo del nero · d6 alfiere del bianco · g6 pedone del nero · a5 cavallo del bianco · b5 pedone del nero · d5 re del nero · e5 pedone del bianco · g5 pedone del bianco · b4 pedone del nero · h4 pedone del bianco · b3 pedone del bianco · e3 pedone del bianco · f3 pedone del nero · f2 pedone del bianco | e8 alfiere del nero · g8 cavallo del bianco · h8 cavallo del nero · a7 re del bianco · g7 cavallo del nero · d6 alfiere del bianco · g6 pedone del nero · a5 cavallo del bianco · b5 pedone del nero · d5 re del nero · e5 pedone del bianco · g5 pedone del bianco · b4 pedone del nero · h4 pedone del bianco · b3 pedone del bianco · e3 pedone del bianco · f3 pedone del nero · f2 pedone del bianco | e8 alfiere del nero · g8 cavallo del bianco · h8 cavallo del nero · a7 re del bianco · g7 cavallo del nero · d6 alfiere del bianco · g6 pedone del nero · a5 cavallo del bianco · b5 pedone del nero · d5 re del nero · e5 pedone del bianco · g5 pedone del bianco · b4 pedone del nero · h4 pedone del bianco · b3 pedone del bianco · e3 pedone del bianco · f3 pedone del nero · f2 pedone del bianco | e8 alfiere del nero · g8 cavallo del bianco · h8 cavallo del nero · a7 re del bianco · g7 cavallo del nero · d6 alfiere del bianco · g6 pedone del nero · a5 cavallo del bianco · b5 pedone del nero · d5 re del nero · e5 pedone del bianco · g5 pedone del bianco · b4 pedone del nero · h4 pedone del bianco · b3 pedone del bianco · e3 pedone del bianco · f3 pedone del nero · f2 pedone del bianco | e8 alfiere del nero · g8 cavallo del bianco · h8 cavallo del nero · a7 re del bianco · g7 cavallo del nero · d6 alfiere del bianco · g6 pedone del nero · a5 cavallo del bianco · b5 pedone del nero · d5 re del nero · e5 pedone del bianco · g5 pedone del bianco · b4 pedone del nero · h4 pedone del bianco · b3 pedone del bianco · e3 pedone del bianco · f3 pedone del nero · f2 pedone del bianco | e8 alfiere del nero · g8 cavallo del bianco · h8 cavallo del nero · a7 re del bianco · g7 cavallo del nero · d6 alfiere del bianco · g6 pedone del nero · a5 cavallo del bianco · b5 pedone del nero · d5 re del nero · e5 pedone del bianco · g5 pedone del bianco · b4 pedone del nero · h4 pedone del bianco · b3 pedone del bianco · e3 pedone del bianco · f3 pedone del nero · f2 pedone del bianco | e8 alfiere del nero · g8 cavallo del bianco · h8 cavallo del nero · a7 re del bianco · g7 cavallo del nero · d6 alfiere del bianco · g6 pedone del nero · a5 cavallo del bianco · b5 pedone del nero · d5 re del nero · e5 pedone del bianco · g5 pedone del bianco · b4 pedone del nero · h4 pedone del bianco · b3 pedone del bianco · e3 pedone del bianco · f3 pedone del nero · f2 pedone del bianco | e8 alfiere del nero · g8 cavallo del bianco · h8 cavallo del nero · a7 re del bianco · g7 cavallo del nero · d6 alfiere del bianco · g6 pedone del nero · a5 cavallo del bianco · b5 pedone del nero · d5 re del nero · e5 pedone del bianco · g5 pedone del bianco · b4 pedone del nero · h4 pedone del bianco · b3 pedone del bianco · e3 pedone del bianco · f3 pedone del nero · f2 pedone del bianco | 1 |
|   | a | b | c | d | e | f | g | h |   |

Soluzione:
1. Cb7 !  (Zugzwang)
1. ...Re6  2. Cc5+ ∼ 3. Ch6/e7#

1. ...Rc6  2. Cf6+ ∼ 3. Ca5/d8#

1. ...Re4  2. Cc5+ Rd5 3. Ce7# 

1. ...Ce6  2. Cf6+ Rc6 3. Ca5#

1. ...Cf5  2. Cf6+ ∼ 3. Ca5/d8#

1. ...Ch5  2. Cc5+ ∼ 3. Ce7#

1. ...Ac6  2. Cc5+ ∼ 3. Ce7/f6#

1. ...Ad7  2. Ce7+ ∼ 3. Cd8/c5#

1. ...Af7  2. Ce7+ ∼ 3. Cc5#